# Forrest Edward Mars

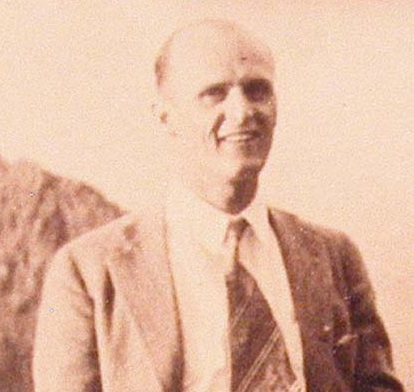
Forrest Mars, Sr.

Forrest Edward Mars (ur. 21 marca 1904 w Tacoma, zm. 1 lipca 1999 w Miami) – amerykański przedsiębiorca. Syn Franklina Marsa, założyciela firmy produkującej słodycze Mars Incorporated. Najbardziej znany ze stworzenia marki czekoladowych cukierków M&M's oraz ryżu Uncle Ben's.
Z małżeństwa z Audrey (zmarła w 1989) miał troje dzieci: synów Foresta i Johna, oraz córkę Jacqueline.
Forrest Edward Mars zmarł w wieku 95 lat, zostawiając po sobie majątek o wartości 4 miliardów dolarów. Został sklasyfikowany na 30. miejscu listy najbogatszych Amerykanów magazynu "Forbes".